# Ḫarputauna
Ḫarputauna o Haurputtawana fou un districte fronterer entre Lukka i els hitites, situat en algun punt del sud-oest d'Anatòlia. Fou breument ocupat pels enemics dels hitites al començament del regnat de Hattusilis III. Posteriorment fou esmentat en una concessió de terres per Tudhalias IV, fill i successor de Hattusilis.